# Poniatycze (rejon wilejski)
Poniatycze (biał. Паняцічы, ros. Понятичи) – wieś na Białorusi, w obwodzie mińskim, w rejonie wilejskim, w sielsowiecie Wiazyń.

## Historia
W czasach zaborów wieś w gminie Wiazyń, w powiecie wilejskim, w guberni wileńskiej Imperium Rosyjskiego. W 1866 roku liczyła 239 mieszkańców (57 dusz rewizyjnych) w 29 domach.
W latach 1921–1945 wsie Poniatycze I i Poniatycze II leżały w Polsce, w województwie wileńskim, w powiecie wilejskim, w gminie Wiazyń.
Według Powszechnego Spisu Ludności z 1921 roku zamieszkiwało:
- Poniatycze I – 150 osób, 5 było wyznania rzymskokatolickiego, 145 prawosławnego. Jednocześnie 149 mieszkańców zadeklarowało polską, 1 białoruską przynależność narodową. Było tu 26 budynków mieszkalnych[4]. W 1931 w 19 domach zamieszkiwało 109 osób[5].
- Poniatycze II – 57 osób, 3 były wyznania rzymskokatolickiego, 54 prawosławnego. Jednocześnie wszyscy mieszkańcy zadeklarowali polską przynależność narodową. Było tu 9 budynków mieszkalnych[4]. W 1931 w 36 domach zamieszkiwało 197 osób[5].

Wierni należeli do parafii rzymskokatolickiej w Ilii i prawosławnej w Łatyholu. Miejscowość podlegała pod Sąd Grodzki w Ilii i Okręgowy w Wilnie; właściwy urząd pocztowy mieścił się w Wiazyniu.
W wyniku napaści ZSRR na Polskę we wrześniu 1939 miejscowość znalazła się pod okupacją sowiecką. 2 listopada została włączona do Białoruskiej SRR. Od czerwca 1941 roku pod okupacją niemiecką. W 1944 miejscowość została ponownie zajęta przez wojska sowieckie i włączona do Białoruskiej SRR.
Od 1991 roku w składzie niepodległej Białorusi.